# Parc national de Christoffel
Le parc national de Christoffel est une zone naturelle protégée à l'extrémité nord-ouest de l'île de Curaçao.